# Риста Одавић
Риста или Ристо Одавић (Београд, 19/31. август 1870 — Београд, 17. април 1932) био је српски гимназијски професор, књижевник, драматург Народног позоришта у Београду, шеф Пресбироа Министарства иностраних послова, политичар, народни посланик, начелник Уметничког одељења Министарства просвете, управник Државне Архиве, културни радник, документариста.

## Биографија

### Порекло
Рођен је као четврти син у имућној патријахалној породици,  од мајке Јулијане, рођене Радивојевић у Земуну 1834. и оца Јована.
Према породичном предњу, презиме Одавић су добили у 17. веку након једне турске уцене. Тражили су им да плате откуп, како би сачували животе, а новац су морали да исплате до истека истог дана. Пошто пара нису имали, младићи из породице су се запутили код рођака, који су живели код Дубровника, да позајме паре. Откуп су успели да донесу до заласка сунца, па је један од Турака рекао њиховј мајци: „Ови твоји ’одаше, ’одаше, али и до’одаше.”
Отац Јован је по занимању био трговац. Рођен је 1824. у селу селу Лугу на реци Требишњици, надомак Поповог поља, недалеко од Требиња. Јованов отац звао се Стојан и био је трговац стоком. Јован се доселио у Београд педесетих година 19. века. Године 1853. постао је члан болтаџијског еснафа. Сматра се, да је још 1852. имао своју радњу у Београду, а од 1861. се наводи као члан Еснафа дуванџијског и Еснафа болтаџијског, станујући у Варошком кварту. Помиње се и 1862. године, као власник кожарске радње, која се налазила Главној чаршији (данас улица Краља Петра) у Београду и радила све до 1901. године. Око 1870. Јован је купио плац у Кнез Михаиловој улици, где је сазидао једноспратну кућу „са дућанима“.
У породици је било још петоро деце Андрија (1859–1894), правник, Стеван (1864—1885), пешадијски потпоручник погинуо у Српско – бугарском рату, Петар (1866—1952), књижевник, дипломата, судија, Лазар (1873–1917), пешадијски мајор и ћерка Мара, која је умрла још као дете 1870.

### Школовање
Риста је био живахно и бистро дете. Основну школу је учио код Саборне цркве, где му је отац преко пута имао радњу. Поред школе се налазила читаоница, у којој је имао прилике да види часописе и чује руски језик.
Након матуре се уписао на Историјско-фолозофски одсек на ондашњој Великој школи. Учествовао је у свим националним, родољубивим и културним покретима. Још као дечак је писао песме које су објављиване најпре у ђачким листовима, а касније у „Отаџбини”, коју је уређивао Владан Ђорђевић.
Дипломирао је 1894. године.

### Професор
Након дипломирања је постављен за суплента Треће мушке гимназије. Као млад професор у гимназији је основао ђачко књижевно друштво „Јавор”.
Министар просвете га је као напредног младог професора посало годину дана (1897—1898) на студије етнографије и дијалектологије у Лајпцигу (1897—1898).
По повратку са студија у Лајпцигу постао је најпре суплент (1898), а затим редовни професор (1901) Прве мушке гимназије.

### Књижевник
Рано је почео да пише песме, приповетке, књижевне и политичке чланке. Преводио је са руског, немачког и француског језика. Посебно се бавио препевима. Своје радове није објављивао у посебним издањима, већ су остали расути по разним часописима и листовима.
Након што је 1892. основана Српска књижевна задруга, постао је њен члан. У просторијама задруге, у присуству двадсетједног писца, под председништвом Милана Милићевића, 1905. године донесена  је одлука о оснивању Српског књижевничког друштва. Одавић је био члан прве управе друштва, уз Симу Матавуља, Јована Скерлића, Добросава Ружића, Живојина Дачића.
Био је власник и уредник листа „Нова Искра”, основаног почетком 1899. године, који је око себе окупљао ауторе српске, а затим и југословенске мисли, као што су Михаило Валтровић, Миленко Веснић, Милан Грол, Радоје Домановић, Тихомир Ђорђевић, Јован Јовановић Змај, Војислав Илић, Слободан Јовановић, Стојан Новаковић, Павле Поповић,Владислав Рибникар, Јован Скерлић. У листу су објављивани стари рукописи домаћих писаца, народне песме, грађанска лирика, критике о позоришним представама, извештаји о позоришном животу, прикази и оцене књига и библиографски прилози. Овај лист је међу првима увео фотографију као независну форму. Риста Одавић је још од првог броја (1899) позивао фотоаматере на сарадњу. Одиграо је улогу пропагатора аматерске фотографије. У часопису је постојала рубрика „Наше дике“, у којој је објављивао извесну, мада често и наивну анализу фотографије. Лист је 1902. први у Србији објавио фотографију у техници тробојне штампе.
Био је велики љубитељ фотографије, члан Клупског одбора Клуба фотографских аматера, уз Марка Николића, Јована Цвијића, Марка Мурата, Драгутина Дерока и друге. Бавио се и сакупљањем старих фотографија.
Истовремено је сарађивао у „Политици”, „Звезда”, листу радикала „Самоуправи”, Босанској вили, Бранкова кола, „Самоуправа“, радикални алманах „Пашић“ и другима уређивао је и листове „Дело” (1910—1911), лист за науку, књижевност и друштвени живот и „Српске новине”.

### Драматург
Министар просвете, Љубомир Ковачевић, га је 21. јануара 1902. године поставио за драматурга Народног позоришта у Београду. Ову дужност, као референта за све књижевне и уметничке послове, што је делимично делимично укључивало и функцију управника позоришта је обављао у два наврата 1902—1903. и 1907—1909. Заједно са управником Позоришта и Књижевно-уметничким одбором, старао се о репертоару позоришта. За позориште је адаптирао више комада и написао драме. Написао је драмску триологију „Дух наших духова”: „Хеј Словени”, „Под крстом” и „После ослобођења”, која се након рата изводила у Народном позоришту. Посебно је била позната „Хеј Словени”, која је изведена у Нишу одмах након Колубарске битке (1914).
Пионирски се бавио и позоришном историографијом, прикупљајући драгоцену грађу о знаменитим српским позоришним ствараоцима, коју је објавио у Народној енциклопедији Станоја Станојевића. У његовим преводима, повремено и у његовој адаптацији, штампана су и приказивана на сценама дела Еурипида, Гетеа, Хауптмана, Л. Амфитеатрова и Толстоја.

### Фридјунгов процес
Заједно са Љубом Давидовићем, Мирославом Спалајковићем, Милетом Павловићем и Божа Марковић, био је сведок из Краљевине Србије у Фридјунговом процесу, чији је главни претрес одржан крајем 1909. у Бечу. Тужбу су покренули челници Хрватско-српске коалиције, за клевету у серији чланака објављених марта 1909. у бечком листу „Нова слободна штампа”, у време Велеиздајничког процеса. Аутор чланка је био бечки историчар и члан Царске академије наука Хајнрих Фридјунг (нем. Heinrich Friedjung). Он је на основу фалсификованих докумената тврдио да су четворица неименованих чланова Хрватско-српске коалиције за своје политичко деловање примали новац од Министарства иностраних дела Краљевине Србије.

### Први светски рат
У Првом светском рату је прошао кроз Албанску голготу, а затим се преко Солуна и Марсеја пребацио у Париз, где је организовао канцеларију за прихватање и школовање српске избегличке деце. Током боравка у Француској бавио се проучавањем, затим је постао директор матурског течаја у Аркеј Кашану. На француском је објавио збирку народних пословица на француском и оглед „Библиографија о Србима, Хрватима и Словенцима” (1918). Боравак у Француској је искористио и за проучавање устројства народне библиотеке, музеја, позоришта и архива.
Године 1924. је објавио збирку успомена „Нада српске голготе”, састављену од најбољих делова писмених задатака избегле деце 1915. у Француску, важно сведочанство о њиховој патњи у рату.

### Повратак у Србију
Са Николом Пашићем се новембра 1918. године вратио у Србију, у својству шефа Пресбироа Министарства иностраних послова, затим је 1920. постао управник Државне штампарије, а 1921. изабран је за народног посланика и секретара Уставотворне скупштине у Бањалучком округу. Године 1921. био је члан делегације која је у Паризу уручила повеље председнику владе и председнику Републике Француске, као почасним грађанима Београда 
Године 1923. је именован за начелника Уметничког одељења у Министарству просвете, на место Нушића који се на сопствени захтев пензионисао. Као начелник је учествовао у прославама рада Станислава Биничког, првог директора Београдске опере, као и Бранислава Нушића, ангажовао се око приређивања концерта словеначког пијанисте Антона Троста у Београду, отворио је Другу изложбу карикатуре у Европи, која је одржана у Београду (1924) и том приликом је одржао предавање.

### Директор Државног Архива
Два пута је био директор Државног Архива. Први пут након рата, у коме је много страдао постојећи архивски фонд и затим поново 9. новембра 1924. и на тој функцији је остао до пензионисања.
Као директор Државног Архива у Београду уложио је сав свој ауторитет, знање и енергију у формирање архива у Новом Саду и Скопљу. Одлуком министра просвете од 28. јануара 1925. упућен је у Нови Сад и Скопље ради прикупљања грађе за оснивање архива, а наредне године ангаживао се на организацији њиховог рада, због чега се сматра њиховим иницијатором и суштинским оснивачем.
Године 1925. боравио је у Бриселу, где је проучавао зграду и уређење белгијске Националне архиве, као и начине за конзервацију архивских докумената. По угледу на зграде у Бриселу и Паризу је дошао на идеју о изградњи Зграде Државног Архива. Од Београдске општине је добио земљиште на простору између Правног и Техничких факултета. Пројекат за зграду је урадио Никола Краснов 1925. На Одавићев захтев је јуна 1927. одобрен новац за кредитирање пројекта, а зграда је већ 1928. године била под кровом. За потребе прилазу згради, после тога је тражио уређење улице која пролази испред Архиве и средства за набавку намештаја за зграду. Направљена је нова улицу, под називом Владикина. Зграда је проглашена за непокретно културно добро.
После посете Националне архиве у Паризу (1929) изнео је своје мишљење министру просвете о потреби снимања докумената о прошлости српског народа, која се чувају у француским депоима. Такође је радио на доношењу Закона о државним архивима.

### Смрт и сахрана
Пензионисао се 19. септембра 1929.
Умро је 17. априла 1932. године усред усхићења и клицања, после одржаног говора на прослави педесетогодишњице ђачке литерарне дружине „Јавор“ Треће београдске гимназије, коју је основао као млад професор.
Сахрањен је свечано следећег дана, уз присуство представника радикала, Народног позоришта, Професорског удружења, његових бивших ученика.  На његовој гробници на Новом гробљу у Београду налази се мушко попрсје, дело Симеона Роксандића из 1912. године.

### Породица
Риста је, у знак сећања на родитеље, основао је „Фонд Јована и Јулијане Одавић“, чијом имовином је располагала Академија наука.
Његова супруга била је Анђелија или Анђела, ћерка гвожђарког трговца Светозара Јанковића. Она је 1949. године написала биографију о Ристи Одавићу. Рукопис се чува у Личном фонду Ристе Одавића у Архиву Србије, који је 1994. године проглашен за културно добро од изузетног значаја. Фонд садржи рукописе његових дела, редакцијски материјал часописа, документа о Народном позоришту, исписе и преписе старих докумената, преписку, фотографије из приватног и јавног, културног живота.

## Одликовања
За свој рад је одликован:
- Орденом Светог Саве V, IV и III реда
- Орденом Белог орла V и IV реда
- Орденом Легије части V реда

## Дела

### Преводи
- „Евгеније Оњегин“ од Пушкина (1893)
- „Утопљено звоно“, драмска поема од Герхарта Хауптмана (1905)
- „Алкеста“, прерада од Еурипида (1904)
- „Стара врлина“, драма од Амфитеатрова (1906)
- „Звуци руске лирике“, антологија (1914)
- „Фауст“ од Гетеа, остао у рукопису, представа приређена за позориште и премијерно приказана 16. децембра 1932.44)
- „Корневилска звона” (фр. Les Cloches de Corneville), романтично-комична оперета у 3 чина

### Сопствена дела
- -  „Оглед француске библиографије о Србима, Хрватима и Словенцима“ (1918)
- „Нада српске голготе“, збирка успоменака и бележака српске деце која су 1915. избегле у Француску (1924)
- Драмска триологија „Дух наших дедова“: „Хеј Словени“, „Под крстом“, „После ослобођења“